# کاترین کبیر
کاترین دوم (به روسی: Екатери́на II Алексе́евна) (۲ مهٔ ۱۷۲۹ – ۱۷ نوامبر ۱۷۹۶) مشهور به کاترین کبیر، امپراتور تمام روسیه از سال ۱۷۶۲ تا ۱۷۹۶ بود که پس از سرنگون کردن همسرش پتر سوم به تخت نشست. تحت سلطنت طولانی ۳۴ سالهٔ او، روسیه با الهام از ایده‌های عصر روشنگری، یک رنسانس علمی و فرهنگی را تجربه کرد که منجر به تأسیس بسیاری از شهرهای جدید، دانشگاه‌ها و تئاترها شد. در زمان او امپراتوری روسیه به اوج خود رسید و جایگاه روسیه به عنوان یکی از قدرت‌های بزرگ اروپا تثبیت شد.
کاترین در رسیدن به قدرت و حفظ حاکمیت خود، اغلب روی معشوق‌هایش که مهم‌ترین آنها گریگوری اورلوف و گریگوری پوتمکین بودند حساب می‌کرد. او با کمک ژنرال‌های بسیار موفقی همچون الکساندر سووروف و پیتر رومانانتسوف و دریاسالارانی چون ساموئل گریگ و فئودور اوشاکوف، بر روسیه‌ای حکم می‌راند که با فتوحات و دستاوردهای دیپلماتیک به سرعت در حال پیشرفت بود. در جنوب، خانات کریمه به دنبال پیروزی بر کنفدراسیون بار و امپراتوری عثمانی در جنگ روسیه و عثمانی (۱۷۷۴–۱۷۶۸)، ضمیمهٔ امپراتوری شد. با حمایت انگلیس، روسیه سرزمین‌های روسیه جدید را در سواحل دریاهای سیاه و آزوف استعمار کرد. در غرب، مشترک‌المنافع لهستان-لیتوانی در زمان پادشاهی استانیسلاو آگوست پونیاتوفسکی معشوق سابق کاترین، تجزیه شد و امپراتوری روسیه بیشترین سهم را از آن به دست آورد. در شرق، روس‌ها برای نخستین‌بار سرزمین آلاسکا را استعمار و آمریکای روسیه را تأسیس کردند.
بسیاری از شهرها و کلان‌شهر‌ها به دستور کاترین در سرزمین های تازه فتح شده تأسیس شدند که مهم‌ترین آنها دنیپرو، خرسون، میکولائیف و سواستوپول بودند. کاترین که دنباله‌رو اصلاحات پتر کبیر بود به مدرن‌سازی روسیه به سبک اروپای غربی ادامه داد. با این حال، تشکیلات نظامی و اقتصاد همچنان به رعیت‌داری وابسته بودند و تقاضاهای روزافزون دولت و زمین‌داران خصوصی، بهره‌برداری از نیروی کار را شدت بخشید که یکی از دلایل اصلی شورش‌های گسترده در دورهٔ او، ازجمله شورش پوگاچف، عشایر، مردم ولگا و کشاورزان بود. ساخت بسیاری از عمارت‌های اشرافی به سبک کلاسیک و تحت تأیید کاترین، منظرهٔ کشور را تغییر داد. او همچنین به عنوان یک حامی بزرگ هنر، بیشتر عصر روشنگری روسیه را رهبری کرد.

## زندگی‌نامه

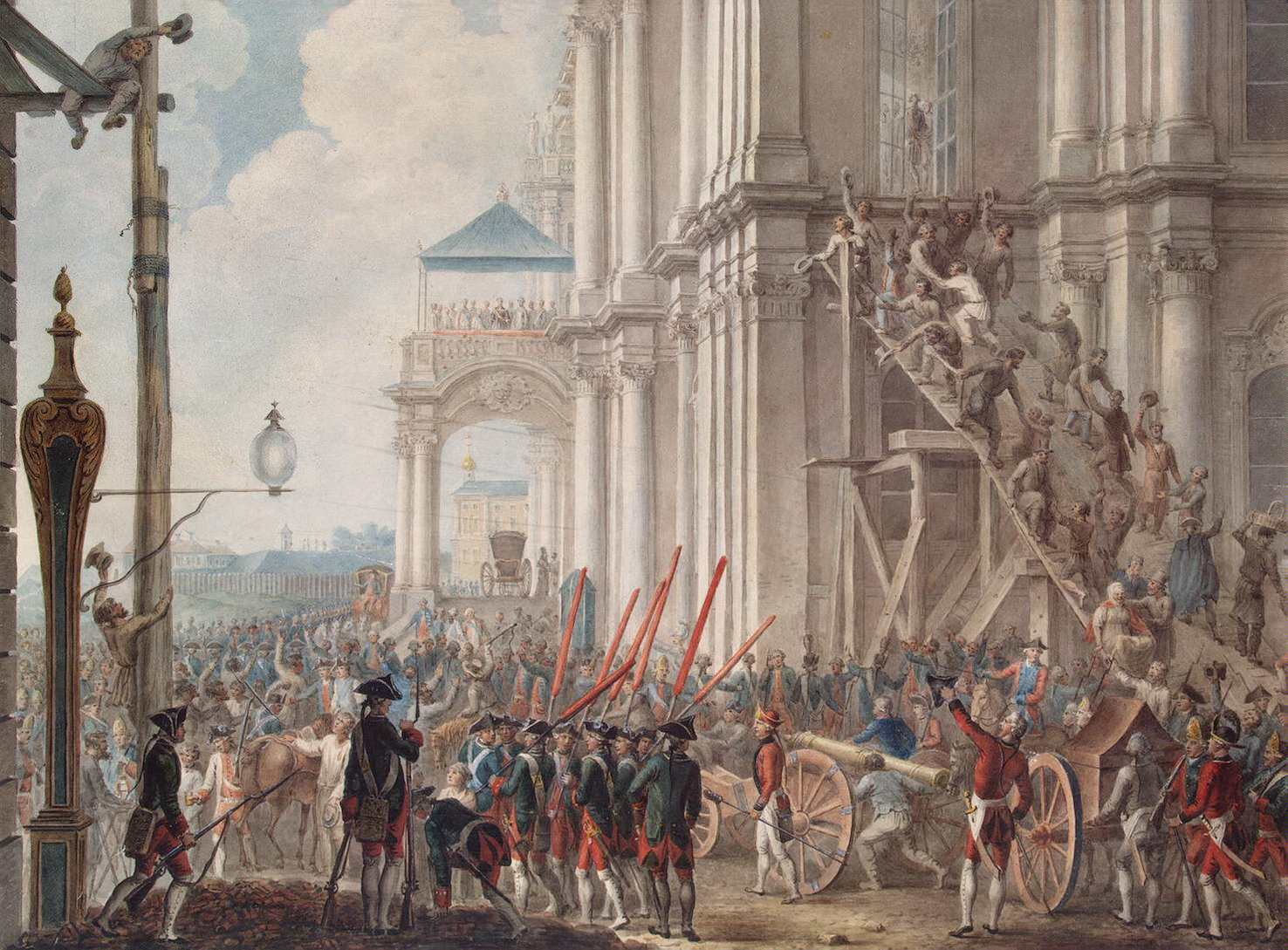
استقبال گارد سلطنتی و مردم در ۲۸ ژوئن ۱۷۶۲ از کاترین در بالکن کاخ زمستانی، پس از کودتا و به زیر کشیدن پتر سوم

کاترین با نام اصلی سوفیا آگوستا آنهالت-زربْست در ۲ مه ۱۷۲۹ در پروس متولد شد. او در زمان امپراتریس الیزابت با خواهرزادهٔ او یعنی پتر سوم ازدواج کرد. پس از درگذشت الیزابت، پتر امپراتور روسیه شد؛ اما به قدری در ادارهٔ این مملکت وسیع‌ از خود بی‌کفایتی نشان داد که پس از گذشت ۱۸۰ روز از تکیه‌زدن بر تخت و تاج، توسط درباریان از قدرت عزل و همسرش کاترین به جای او بر تخت نشست. از این‌رو دوران پادشاهی پتر سوم، کوتاه‌ترین دورهٔ سلطنت در تمام تاریخ امپراتوری روسیه به‌شمار می‌رود. کاترین از مذهب پروتستان، به ارتدوکس گروید و نام «کاترین» را برای خود برگزید. نام روسی او یکاترینا آلکسیونا بود.
کاترین مانع جانشینی پسرش پاول شد و قدرت را در ژوئیهٔ ۱۷۶۲ از آن خود کرد. ارتشیان روسیه او را در مسیر تصاحب قدرت همراهی کردند؛ زیرا کاترین از اعزام آنان به جنگ در خارج از روسیه جلوگیری کرده بود. بخش بزرگی از اشراف روسیه، هر کدام به دلیلی متفاوت با دیگری، کاترین را نمی‌خواستند. اوضاع کشور بسیار آشفته و فساد چنان در تشکیلات حکومتی گسترش یافته بود که سفیر پروس در سنت پترزبورگ نوشت: «سلطنت امپراتریس کاترین در تاریخ جهان فصلی کوتاه خواهد بود.» سفیر پریشانی‌ها را به درستی تشخیص داده بود؛ اما پیش‌بینی‌اش از پایان ماجرا اشتباه بود. در عمل معلوم شد که کاترین فرمانروایی لایق و سیاستمداری آزموده است.

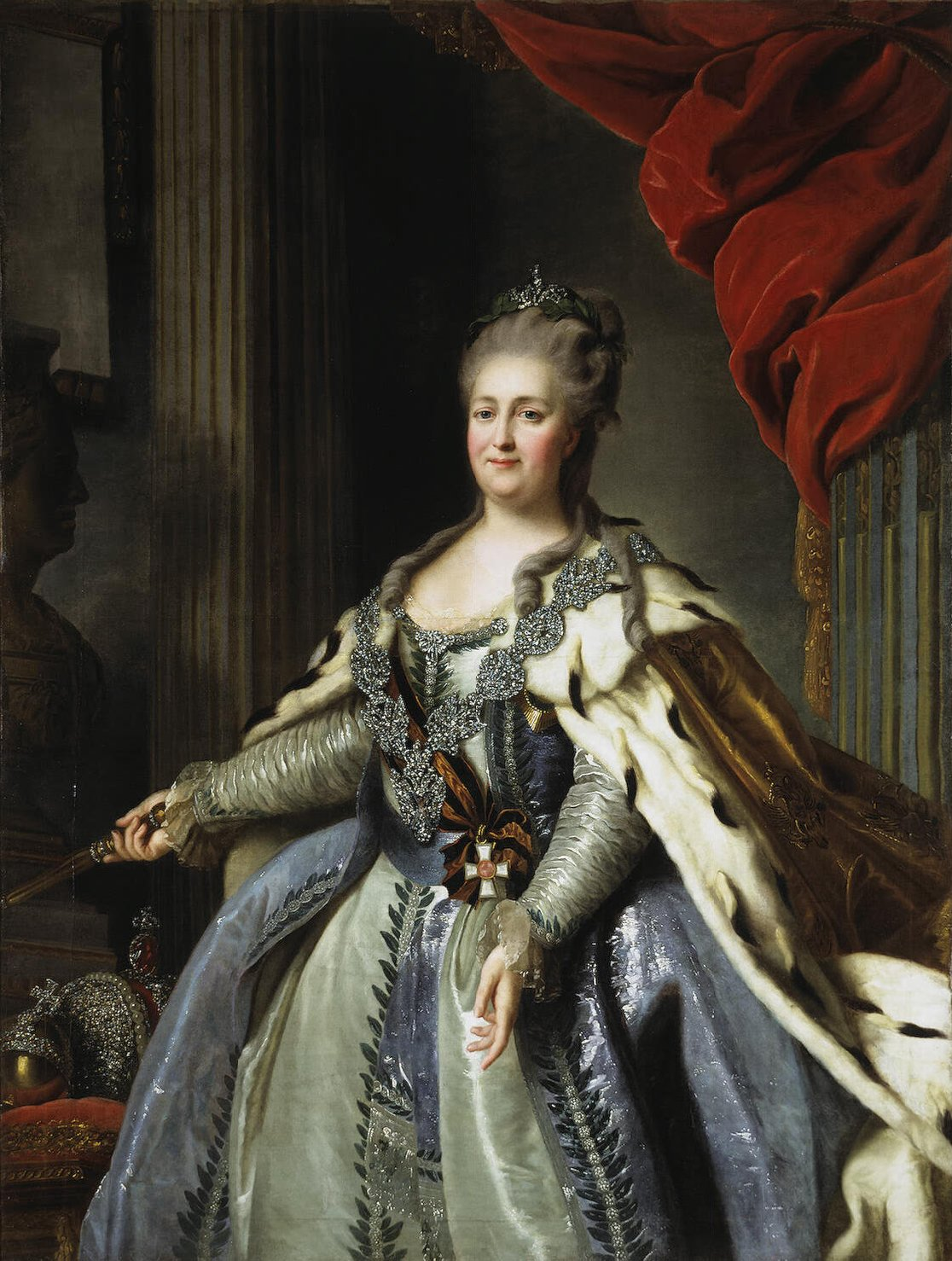

هرچقدر که پتر سوم در بین افواه مردم به بی‌لیاقتی و بی‌تدبیری مشهور بود، از آن سو همه همسر تازه بر تخت نشسته‌اش را به سیاست و کیاست می‌شناختند. کاترین که در تاریخ سیاسی روسیه با پتر کبیر مقایسه می‌شود، در امور سلطنت جدی، سخت‌کوش، صاحب حس جاه‌طلبی و قدرت ارادهٔ فراوان بود. کاترین نارضایتی مردم را به هیچ گرفت و روی جنگ با اشراف متمرکز شد. دست مخالفانش را از قدرت کوتاه کرد، مقام و منصب‌ها را به هواخواهانش داد و با استبداد بسیار بر طبقهٔ اشراف چیره شد. البته کوششی در مبارزه با فساد نکرد و حتی نوشته‌اند از آن برای حفظ وفاداری مردان دولت و دربار بهره‌ها برد. او معتقد بود: «اگر کسی طالب مقام باشد، باید بهای آن را بپردازد. اگر کسی بخواهد خود را از بهتان حفظ کند، باید این کار را با پول انجام بدهد. اگر کسی بخواهد تهمت ناروایی بر همسایه خود وارد کند، می‌تواند با دادن پیشکش به موفقیت نقشهٔ خبیثانه‌اش مطمئن شود.» او روسیه را به یکی از ممالک قدرتمند جهان تبدیل کرد و بیش از هر امپراتور دیگری بر آن کشور حکم راند. تاریخ‌نگاران قدیم ایرانی از او با نام «خورشیدکلاه» یاد کرده‌اند.
به نوشتهٔ ویل دورانت: «کاترین که اطرافش را نجبایی احاطه کرده بودند که مورد اعتماد او نبودند و دسیسه‌ها و بی‌نظمی‌های دستگاه اداری او را رنج می‌داد، نوع جدیدی از حکومت ابداع کرد که در آن عشاق پی‌درپی او، مجریان امور حکومتی می‌شدند. هر یک از این عشاق در مدت محبوبیت خود نخست‌وزیر بود. کاترین جسم خویش را نیز به حقوق و مزایای مشاغل افراد می‌افزود، ولی در عوض خدمت باکفایت طلب می‌کرد.» دست‌کم نام ۲۱ تن از این مردان مشخص است که البته همگی آنان نخست‌وزیر نشدند. او تا اواخر قرن هجدهم و تا پاییز ۱۷۹۶ در قدرت باقی ماند و «مانند همهٔ حکمرانان زمان خود اصول اخلاقی را تابع سیاست کرد».
پتر کبیر در زمان سلطنتش، ضمن گسترش قلمرو خود به سمت غرب، یعنی عملی که ایوان مخوف تزار بزرگ قدیم، از انجام آن عاجز بود، روسیه را به قدرتی برتر در نیم‌کرهٔ شرقی تبدیل کرد. اما دوران اوج روسیه در همهٔ عرصه‌ها در دوران سلطنت کاترین دوم ملقب به «کبیر» به وقوع پیوست و روسیه طی ۳۴ سال سلطنت او، عصر طلایی خود را در عرصه‌های سیاسی، نظامی و اقتصادی تجربه کرد. در دورهٔ زمام‌داری کاترین، آلاسکا، نیم بیشتر لهستان، تمام اوکراین و شبه‌جزیره کریمه، بخش‌هایی از بالکان، نروژ و سوئد، همچنین مولداوی و تقریباً کل قفقاز ضمیمهٔ خاک روسیه شدند. در تاریخ ١٧ نوامبر ۱۷۹۷ میلادی، کاترین کبیر در سن ۶۷ سالگی درگذشت و سرزمینی پهناور را برای جانشین خود پاول یکم به ارث گذاشت.
عموم مورخان معتقداند که کاترین کبیر بسیاری از مشکلات کشورش را تدبیر کرد و البته حریف بسیاری از دیگر مشکلات هم نشد؛ روی هم رفته، او را در قیاس با دشواری‌ها و موانعی که بر سر راهش قرار داشتند، فرمانروایی کامیاب می‌شناسند.